# 미야우치정 (니가타현)
미야우치정(宮内町)은 니가타현 고시군에 있던 정이다. 

## 역사
- 1889년 4월 1일 - 정촌제 시행에 의해 고시군 미야우치촌이 성립하였다.
- 1948년
  - 5월 3일 - 정으로 승격해 미야우치정이 되었다.
  - 7월 1일 - 야마도리촌이 분립해 미야우치정과 나가오카시에 각각 편입되어 소멸하였다.
- 1954년 3월 1일 - 나가오카시에 편입해 소멸하였다.

## 참고문헌
- 『市町村名変遷辞典』東京堂出版、1990年。